# Belmont (North Carolina)
Belmont is een plaats (city) in de Amerikaanse staat North Carolina, en valt bestuurlijk gezien onder Gaston County.

## Demografie
Bij de volkstelling in 2000 werd het aantal inwoners vastgesteld op 8705.
In 2006 is het aantal inwoners door het United States Census Bureau geschat op 8990, een stijging van 285 (3,3%).

## Geografie
Volgens het United States Census Bureau beslaat de plaats een oppervlakte van
21,3 km², waarvan 20,9 km² land en 0,4 km² water. Belmont ligt op ongeveer 225 m boven zeeniveau.

## Plaatsen in de nabije omgeving
De onderstaande figuur toont nabijgelegen plaatsen in een straal van 12 km rond Belmont.